# 1229
Portal Geschichte | Portal Biografien | Aktuelle Ereignisse | Jahreskalender | Tagesartikel

◄ |
12. Jahrhundert |
13. Jahrhundert
| 14. Jahrhundert | ►

◄ |
1190er |
1200er |
1210er |
1220er
| 1230er | 1240er | 1250er | ►

◄◄ |
◄ |
1225 |
1226 |
1227 |
1228 |
1229
| 1230 | 1231 | 1232 | 1233 | ► | ►►
Staatsoberhäupter  · Nekrolog
| Januar | Januar | Januar | Januar | Januar | Januar | Januar | Januar |
| Kw     | Mo     | Di     | Mi     | Do     | Fr     | Sa     | So     |
| ------ | ------ | ------ | ------ | ------ | ------ | ------ | ------ |
| 1      | 1      | 2      | 3      | 4      | 5      | 6      | 7      |
| 2      | 8      | 9      | 10     | 11     | 12     | 13     | 14     |
| 3      | 15     | 16     | 17     | 18     | 19     | 20     | 21     |
| 4      | 22     | 23     | 24     | 25     | 26     | 27     | 28     |
| 5      | 29     | 30     | 31     |        |        |        |        |

| Februar | Februar | Februar | Februar | Februar | Februar | Februar | Februar |
| Kw      | Mo      | Di      | Mi      | Do      | Fr      | Sa      | So      |
| ------- | ------- | ------- | ------- | ------- | ------- | ------- | ------- |
| 5       |         |         |         | 1       | 2       | 3       | 4       |
| 6       | 5       | 6       | 7       | 8       | 9       | 10      | 11      |
| 7       | 12      | 13      | 14      | 15      | 16      | 17      | 18      |
| 8       | 19      | 20      | 21      | 22      | 23      | 24      | 25      |
| 9       | 26      | 27      | 28      |         |         |         |         |

| März | März | März | März | März | März | März | März |
| Kw   | Mo   | Di   | Mi   | Do   | Fr   | Sa   | So   |
| ---- | ---- | ---- | ---- | ---- | ---- | ---- | ---- |
| 9    |      |      |      | 1    | 2    | 3    | 4    |
| 10   | 5    | 6    | 7    | 8    | 9    | 10   | 11   |
| 11   | 12   | 13   | 14   | 15   | 16   | 17   | 18   |
| 12   | 19   | 20   | 21   | 22   | 23   | 24   | 25   |
| 13   | 26   | 27   | 28   | 29   | 30   | 31   |      |

| April | April | April | April | April | April | April | April |
| Kw    | Mo    | Di    | Mi    | Do    | Fr    | Sa    | So    |
| ----- | ----- | ----- | ----- | ----- | ----- | ----- | ----- |
| 13    |       |       |       |       |       |       | 1     |
| 14    | 2     | 3     | 4     | 5     | 6     | 7     | 8     |
| 15    | 9     | 10    | 11    | 12    | 13    | 14    | 15    |
| 16    | 16    | 17    | 18    | 19    | 20    | 21    | 22    |
| 17    | 23    | 24    | 25    | 26    | 27    | 28    | 29    |
| 18    | 30    |       |       |       |       |       |       |

| Mai | Mai | Mai | Mai | Mai | Mai | Mai | Mai |
| Kw  | Mo  | Di  | Mi  | Do  | Fr  | Sa  | So  |
| --- | --- | --- | --- | --- | --- | --- | --- |
| 18  |     | 1   | 2   | 3   | 4   | 5   | 6   |
| 19  | 7   | 8   | 9   | 10  | 11  | 12  | 13  |
| 20  | 14  | 15  | 16  | 17  | 18  | 19  | 20  |
| 21  | 21  | 22  | 23  | 24  | 25  | 26  | 27  |
| 22  | 28  | 29  | 30  | 31  |     |     |     |

| Juni | Juni | Juni | Juni | Juni | Juni | Juni | Juni |
| Kw   | Mo   | Di   | Mi   | Do   | Fr   | Sa   | So   |
| ---- | ---- | ---- | ---- | ---- | ---- | ---- | ---- |
| 22   |      |      |      |      | 1    | 2    | 3    |
| 23   | 4    | 5    | 6    | 7    | 8    | 9    | 10   |
| 24   | 11   | 12   | 13   | 14   | 15   | 16   | 17   |
| 25   | 18   | 19   | 20   | 21   | 22   | 23   | 24   |
| 26   | 25   | 26   | 27   | 28   | 29   | 30   |      |

| Juli | Juli | Juli | Juli | Juli | Juli | Juli | Juli |
| Kw   | Mo   | Di   | Mi   | Do   | Fr   | Sa   | So   |
| ---- | ---- | ---- | ---- | ---- | ---- | ---- | ---- |
| 26   |      |      |      |      |      |      | 1    |
| 27   | 2    | 3    | 4    | 5    | 6    | 7    | 8    |
| 28   | 9    | 10   | 11   | 12   | 13   | 14   | 15   |
| 29   | 16   | 17   | 18   | 19   | 20   | 21   | 22   |
| 30   | 23   | 24   | 25   | 26   | 27   | 28   | 29   |
| 31   | 30   | 31   |      |      |      |      |      |

| August | August | August | August | August | August | August | August |
| Kw     | Mo     | Di     | Mi     | Do     | Fr     | Sa     | So     |
| ------ | ------ | ------ | ------ | ------ | ------ | ------ | ------ |
| 31     |        |        | 1      | 2      | 3      | 4      | 5      |
| 32     | 6      | 7      | 8      | 9      | 10     | 11     | 12     |
| 33     | 13     | 14     | 15     | 16     | 17     | 18     | 19     |
| 34     | 20     | 21     | 22     | 23     | 24     | 25     | 26     |
| 35     | 27     | 28     | 29     | 30     | 31     |        |        |

| September | September | September | September | September | September | September | September |
| Kw        | Mo        | Di        | Mi        | Do        | Fr        | Sa        | So        |
| --------- | --------- | --------- | --------- | --------- | --------- | --------- | --------- |
| 35        |           |           |           |           |           | 1         | 2         |
| 36        | 3         | 4         | 5         | 6         | 7         | 8         | 9         |
| 37        | 10        | 11        | 12        | 13        | 14        | 15        | 16        |
| 38        | 17        | 18        | 19        | 20        | 21        | 22        | 23        |
| 39        | 24        | 25        | 26        | 27        | 28        | 29        | 30        |

| Oktober | Oktober | Oktober | Oktober | Oktober | Oktober | Oktober | Oktober |
| Kw      | Mo      | Di      | Mi      | Do      | Fr      | Sa      | So      |
| ------- | ------- | ------- | ------- | ------- | ------- | ------- | ------- |
| 40      | 1       | 2       | 3       | 4       | 5       | 6       | 7       |
| 41      | 8       | 9       | 10      | 11      | 12      | 13      | 14      |
| 42      | 15      | 16      | 17      | 18      | 19      | 20      | 21      |
| 43      | 22      | 23      | 24      | 25      | 26      | 27      | 28      |
| 44      | 29      | 30      | 31      |         |         |         |         |

| November | November | November | November | November | November | November | November |
| Kw       | Mo       | Di       | Mi       | Do       | Fr       | Sa       | So       |
| -------- | -------- | -------- | -------- | -------- | -------- | -------- | -------- |
| 44       |          |          |          | 1        | 2        | 3        | 4        |
| 45       | 5        | 6        | 7        | 8        | 9        | 10       | 11       |
| 46       | 12       | 13       | 14       | 15       | 16       | 17       | 18       |
| 47       | 19       | 20       | 21       | 22       | 23       | 24       | 25       |
| 48       | 26       | 27       | 28       | 29       | 30       |          |          |

| Dezember | Dezember | Dezember | Dezember | Dezember | Dezember | Dezember | Dezember |
| Kw       | Mo       | Di       | Mi       | Do       | Fr       | Sa       | So       |
| -------- | -------- | -------- | -------- | -------- | -------- | -------- | -------- |
| 48       |          |          |          |          |          | 1        | 2        |
| 49       | 3        | 4        | 5        | 6        | 7        | 8        | 9        |
| 50       | 10       | 11       | 12       | 13       | 14       | 15       | 16       |
| 51       | 17       | 18       | 19       | 20       | 21       | 22       | 23       |
| 52       | 24       | 25       | 26       | 27       | 28       | 29       | 30       |
| 1        | 31       |          |          |          |          |          |          |

| Januar | Januar | Januar | Januar | Januar | Januar | Januar | Januar |
| Kw     | Mo     | Di     | Mi     | Do     | Fr     | Sa     | So     |
| ------ | ------ | ------ | ------ | ------ | ------ | ------ | ------ |
| 1      | 1      | 2      | 3      | 4      | 5      | 6      | 7      |
| 2      | 8      | 9      | 10     | 11     | 12     | 13     | 14     |
| 3      | 15     | 16     | 17     | 18     | 19     | 20     | 21     |
| 4      | 22     | 23     | 24     | 25     | 26     | 27     | 28     |
| 5      | 29     | 30     | 31     |        |        |        |        |

| Februar | Februar | Februar | Februar | Februar | Februar | Februar | Februar |
| Kw      | Mo      | Di      | Mi      | Do      | Fr      | Sa      | So      |
| ------- | ------- | ------- | ------- | ------- | ------- | ------- | ------- |
| 5       |         |         |         | 1       | 2       | 3       | 4       |
| 6       | 5       | 6       | 7       | 8       | 9       | 10      | 11      |
| 7       | 12      | 13      | 14      | 15      | 16      | 17      | 18      |
| 8       | 19      | 20      | 21      | 22      | 23      | 24      | 25      |
| 9       | 26      | 27      | 28      |         |         |         |         |

| März | März | März | März | März | März | März | März |
| Kw   | Mo   | Di   | Mi   | Do   | Fr   | Sa   | So   |
| ---- | ---- | ---- | ---- | ---- | ---- | ---- | ---- |
| 9    |      |      |      | 1    | 2    | 3    | 4    |
| 10   | 5    | 6    | 7    | 8    | 9    | 10   | 11   |
| 11   | 12   | 13   | 14   | 15   | 16   | 17   | 18   |
| 12   | 19   | 20   | 21   | 22   | 23   | 24   | 25   |
| 13   | 26   | 27   | 28   | 29   | 30   | 31   |      |

| April | April | April | April | April | April | April | April |
| Kw    | Mo    | Di    | Mi    | Do    | Fr    | Sa    | So    |
| ----- | ----- | ----- | ----- | ----- | ----- | ----- | ----- |
| 13    |       |       |       |       |       |       | 1     |
| 14    | 2     | 3     | 4     | 5     | 6     | 7     | 8     |
| 15    | 9     | 10    | 11    | 12    | 13    | 14    | 15    |
| 16    | 16    | 17    | 18    | 19    | 20    | 21    | 22    |
| 17    | 23    | 24    | 25    | 26    | 27    | 28    | 29    |
| 18    | 30    |       |       |       |       |       |       |

| Mai | Mai | Mai | Mai | Mai | Mai | Mai | Mai |
| Kw  | Mo  | Di  | Mi  | Do  | Fr  | Sa  | So  |
| --- | --- | --- | --- | --- | --- | --- | --- |
| 18  |     | 1   | 2   | 3   | 4   | 5   | 6   |
| 19  | 7   | 8   | 9   | 10  | 11  | 12  | 13  |
| 20  | 14  | 15  | 16  | 17  | 18  | 19  | 20  |
| 21  | 21  | 22  | 23  | 24  | 25  | 26  | 27  |
| 22  | 28  | 29  | 30  | 31  |     |     |     |

| Juni | Juni | Juni | Juni | Juni | Juni | Juni | Juni |
| Kw   | Mo   | Di   | Mi   | Do   | Fr   | Sa   | So   |
| ---- | ---- | ---- | ---- | ---- | ---- | ---- | ---- |
| 22   |      |      |      |      | 1    | 2    | 3    |
| 23   | 4    | 5    | 6    | 7    | 8    | 9    | 10   |
| 24   | 11   | 12   | 13   | 14   | 15   | 16   | 17   |
| 25   | 18   | 19   | 20   | 21   | 22   | 23   | 24   |
| 26   | 25   | 26   | 27   | 28   | 29   | 30   |      |

| Juli | Juli | Juli | Juli | Juli | Juli | Juli | Juli |
| Kw   | Mo   | Di   | Mi   | Do   | Fr   | Sa   | So   |
| ---- | ---- | ---- | ---- | ---- | ---- | ---- | ---- |
| 26   |      |      |      |      |      |      | 1    |
| 27   | 2    | 3    | 4    | 5    | 6    | 7    | 8    |
| 28   | 9    | 10   | 11   | 12   | 13   | 14   | 15   |
| 29   | 16   | 17   | 18   | 19   | 20   | 21   | 22   |
| 30   | 23   | 24   | 25   | 26   | 27   | 28   | 29   |
| 31   | 30   | 31   |      |      |      |      |      |

| August | August | August | August | August | August | August | August |
| Kw     | Mo     | Di     | Mi     | Do     | Fr     | Sa     | So     |
| ------ | ------ | ------ | ------ | ------ | ------ | ------ | ------ |
| 31     |        |        | 1      | 2      | 3      | 4      | 5      |
| 32     | 6      | 7      | 8      | 9      | 10     | 11     | 12     |
| 33     | 13     | 14     | 15     | 16     | 17     | 18     | 19     |
| 34     | 20     | 21     | 22     | 23     | 24     | 25     | 26     |
| 35     | 27     | 28     | 29     | 30     | 31     |        |        |

| September | September | September | September | September | September | September | September |
| Kw        | Mo        | Di        | Mi        | Do        | Fr        | Sa        | So        |
| --------- | --------- | --------- | --------- | --------- | --------- | --------- | --------- |
| 35        |           |           |           |           |           | 1         | 2         |
| 36        | 3         | 4         | 5         | 6         | 7         | 8         | 9         |
| 37        | 10        | 11        | 12        | 13        | 14        | 15        | 16        |
| 38        | 17        | 18        | 19        | 20        | 21        | 22        | 23        |
| 39        | 24        | 25        | 26        | 27        | 28        | 29        | 30        |

| Oktober | Oktober | Oktober | Oktober | Oktober | Oktober | Oktober | Oktober |
| Kw      | Mo      | Di      | Mi      | Do      | Fr      | Sa      | So      |
| ------- | ------- | ------- | ------- | ------- | ------- | ------- | ------- |
| 40      | 1       | 2       | 3       | 4       | 5       | 6       | 7       |
| 41      | 8       | 9       | 10      | 11      | 12      | 13      | 14      |
| 42      | 15      | 16      | 17      | 18      | 19      | 20      | 21      |
| 43      | 22      | 23      | 24      | 25      | 26      | 27      | 28      |
| 44      | 29      | 30      | 31      |         |         |         |         |

| November | November | November | November | November | November | November | November |
| Kw       | Mo       | Di       | Mi       | Do       | Fr       | Sa       | So       |
| -------- | -------- | -------- | -------- | -------- | -------- | -------- | -------- |
| 44       |          |          |          | 1        | 2        | 3        | 4        |
| 45       | 5        | 6        | 7        | 8        | 9        | 10       | 11       |
| 46       | 12       | 13       | 14       | 15       | 16       | 17       | 18       |
| 47       | 19       | 20       | 21       | 22       | 23       | 24       | 25       |
| 48       | 26       | 27       | 28       | 29       | 30       |          |          |

| Dezember | Dezember | Dezember | Dezember | Dezember | Dezember | Dezember | Dezember |
| Kw       | Mo       | Di       | Mi       | Do       | Fr       | Sa       | So       |
| -------- | -------- | -------- | -------- | -------- | -------- | -------- | -------- |
| 48       |          |          |          |          |          | 1        | 2        |
| 49       | 3        | 4        | 5        | 6        | 7        | 8        | 9        |
| 50       | 10       | 11       | 12       | 13       | 14       | 15       | 16       |
| 51       | 17       | 18       | 19       | 20       | 21       | 22       | 23       |
| 52       | 24       | 25       | 26       | 27       | 28       | 29       | 30       |
| 1        | 31       |          |          |          |          |          |          |

## Ereignisse

### Politik und Weltgeschehen

#### Kreuzzug Friedrichs II./Königreich Sizilien

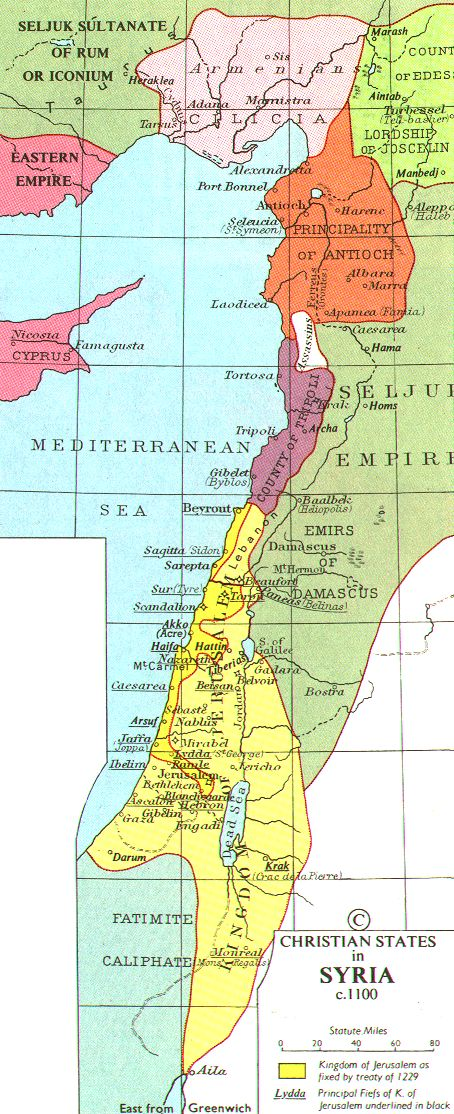
Dunkelgelb das Königreich Jerusalem gemäß dem Vertrag von 1229

- 18. Februar: Sultan Al-Kamil und Kaiser Friedrich II. vereinbaren im Frieden von Jaffa eine zehnjährige Waffenruhe. Jerusalem, Lydda, Nazaret und Betlehem werden von den Ayyubiden an das Königreich Jerusalem abgetreten, dürfen aber nicht militärisch befestigt werden. Die Muslime sollen den Jerusalemer Tempelberg mit der al-Aqsa-Moschee und dem Felsendom behalten, wo Christen aber künftig Andachten halten dürfen. Den Muslimen wird dafür Freizügigkeit im Gebiet um Bethlehem sowie eine eigene Gerichtsbarkeit unter einem Kadi in Jerusalem zugestanden. Außerdem verspricht der Kaiser, sein Heer, die Ordensritter und die Fürsten der Kreuzfahrerstaaten von weiteren Kriegshandlungen gegen die Territorien al-Kamils abzuhalten. Ob der Vertrag den Kreuzfahrern auch die Küstenstadt Sidon und die Burg Toron zurückgibt, ist unsicher.
- 18. März: Kaiser Friedrich II. krönt sich während des Fünften Kreuzzuges selbst zum König von Jerusalem aus dem Recht seines Sohnes Konrad, erhält als Gebannter jedoch keine religiöse Weihe. Friedrich setzt den von den einheimischen Baronen eingesetzten Statthalter Odo von Montbéliard ab und ersetzt ihn durch Balian von Sidon und Garnier l’Aleman.
- 1. Mai: Bei seiner Abreise aus Palästina wird Friedrich von der über den ausgehandelten Frieden sehr unzufriedenen Bevölkerung angeblich beschimpft und mit Schlachtabfällen beworfen.
- Auf Zypern setzt Friedrich einen fünfköpfigen Regentschaftsrat unter der Führung des Amalrich Barlais ein, einem alten Feind des bisherigen Regenten Johann von Ibelin. Nach Friedrichs Abreise bricht ein Aufstand der Barone gegen die Kaiserlichen aus. Am 24. Juni siegen sie bei Nikosia. Amalrich Barlais muss sich mit dem minderjährigen König Heinrich I. auf die Burg Dieu d’Amour zurückziehen, wo er von den Rebellen belagert wird.
- Während Friedrichs Abwesenheit besetzen im Auftrag von Papst Gregor IX. Söldner große Teile des Königreichs Sizilien. Einige Städte nutzen Friedrichs Exkommunikation und Abwesenheit, um sich von seiner Herrschaft loszusagen und sich dem Papst zu unterstellen. Friedrich landet am 10. Juni in Brindisi und schlägt die päpstlichen Truppen schnell zurück. Als Abschreckungsmaßnahme lässt Friedrich manche Städte vollständig zerstören, andere müssen Geiseln stellen und ihre Befestigungen niederreißen.

#### Kreuzfahrerstaaten
- 9. April: Johann von Brienne wird in Perugia zum Prokurator des Lateinischen Kaiserreichs und Mitkaiser des minderjährigen Balduin II. ernannt. Dieser wird mit Johanns Tochter Maria von Brienne verlobt.

#### Republik Venedig

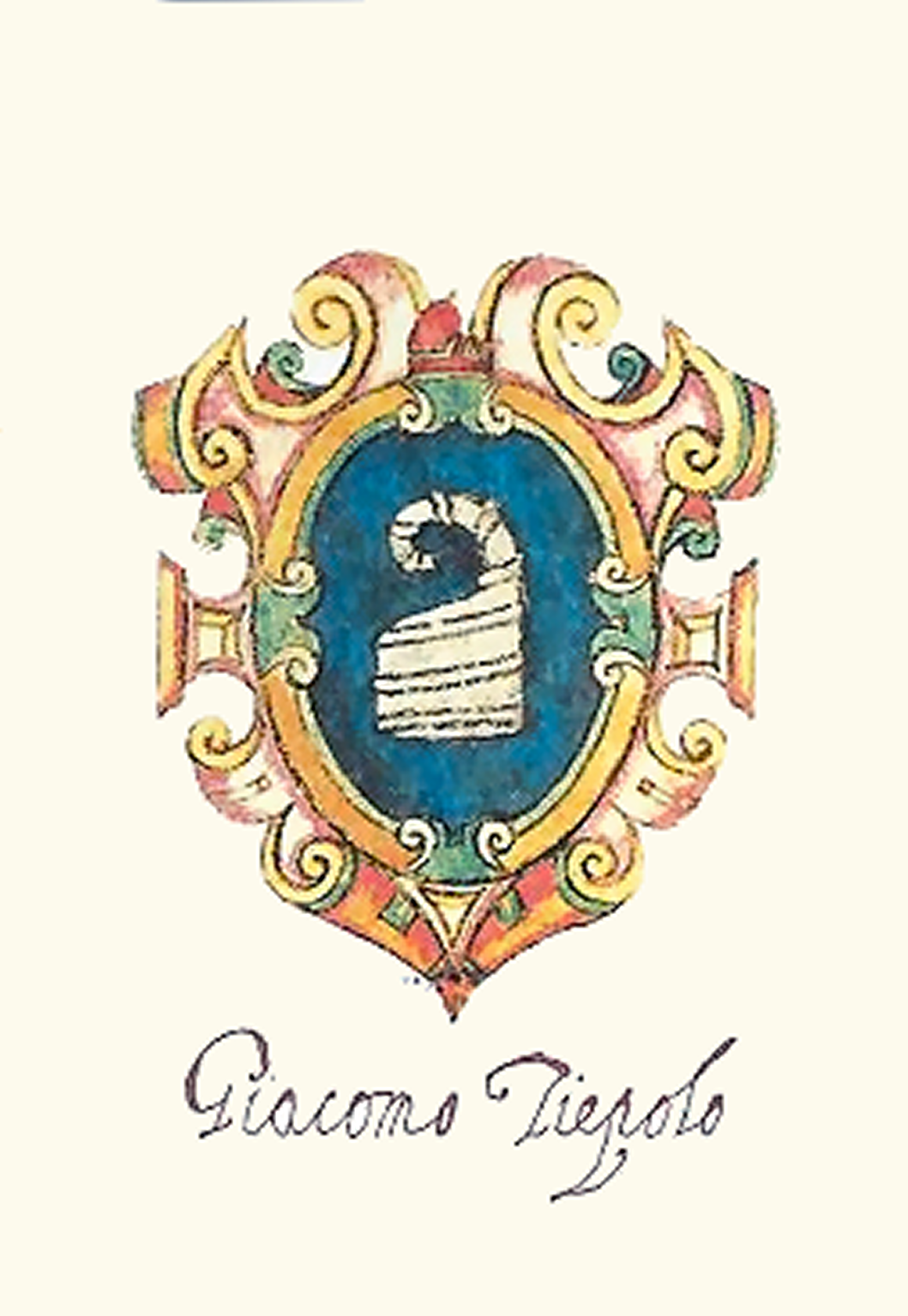
Wappen Jacopo Tiepolos

- Februar: Kurz von seinem Tod dankt Pietro Ziani als Doge von Venedig ab. Bei der Wahl zum Nachfolger kommt es zu einem Stimmengleichstand zwischen Jacopo Tiepolo und Marino Dandolo, sodass schließlich das Los entscheiden muss, das zugunsten Jacopo Tiepolos ausfällt. Diese Wahl ist eine der Ursachen für fortdauernde Spannungen zwischen den Familien Dandolo und Tiepolo. Tiepolo betreibt während seiner Regierung unverhohlenen Nepotismus.

#### Heiliges Römisches Reich
Friedrich, der Sohn Herzog Leopolds VI. von Österreich und Steiermark, heiratet die byzantinische Prinzessin Eudokia Laskarina, verstößt sie jedoch im gleichen Jahr wieder, um Agnes von Andechs zu ehelichen, die Erbtochter Herzog Ottos VII. von Meranien.

#### Skandinavien
- In Schweden wird König Erik XI. durch einen Adelsaufstand der Folkunger gestürzt. Nach seiner Niederlage in der Schlacht bei Olustra in Södermanland flieht er nach Dänemark. Das Ratsmitglied Knut Holmgersson Långe wird neuer König.

#### Frankreich/Okzitanien
- Januar: Graf Raimund VII. von Toulouse einigt sich mit Theobald von Champagne über die Unterwerfung unter die französische Krone unter Ludwig IX. und der Regentin Blanka von Kastilien.

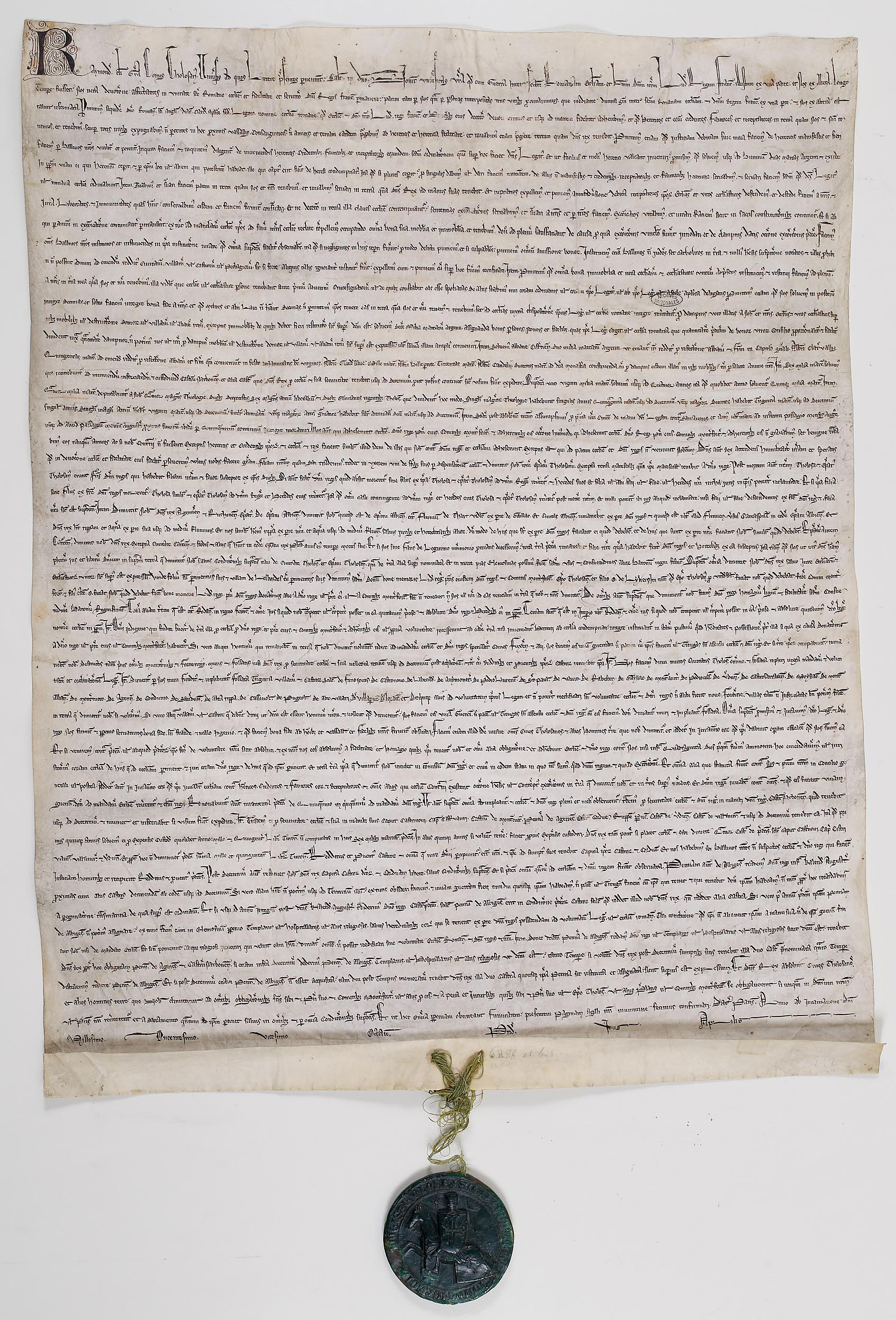
Vertrag von Paris

- 12. April: Der Vertrag von Paris setzt den Schlusspunkt unter den Albigenserkreuzzug. Graf Raimund VII. von Toulouse muss erhebliche Gebietsverluste hinnehmen. Unter anderem verliert er die Markgrafschaft Provence und das Herzogtum Narbonne. Der Vertrag beendet die Autonomie Okzitaniens gegenüber dem Königreich Frankreich. Die Wiederbelehnung seiner verbliebenen Territorien sind an strikte Erbfolgeklauseln gebunden, nach denen Raimunds einziges Kind Johanna zu seiner Alleinerbin erklärt wird, selbst für den Fall, dass ihm noch ein Sohn geboren werde. Dazu soll Johanna am französischen Königshof erzogen und mit Alfons von Poitiers vermählt werden. Die Stadtmauern von Toulouse müssen überdies geschleift, die Gräben eingeebnet werden.

#### Iberische Halbinsel
- 29. April: Papst Gregor IX. annulliert die Ehe Jakobs I. von Aragón und Eleonore von Kastilien wegen zu nahen Verwandtschaftsverhältnisses. Die Legitimität ihres gemeinsamen Sohnes Alfons wird davon nicht berührt.

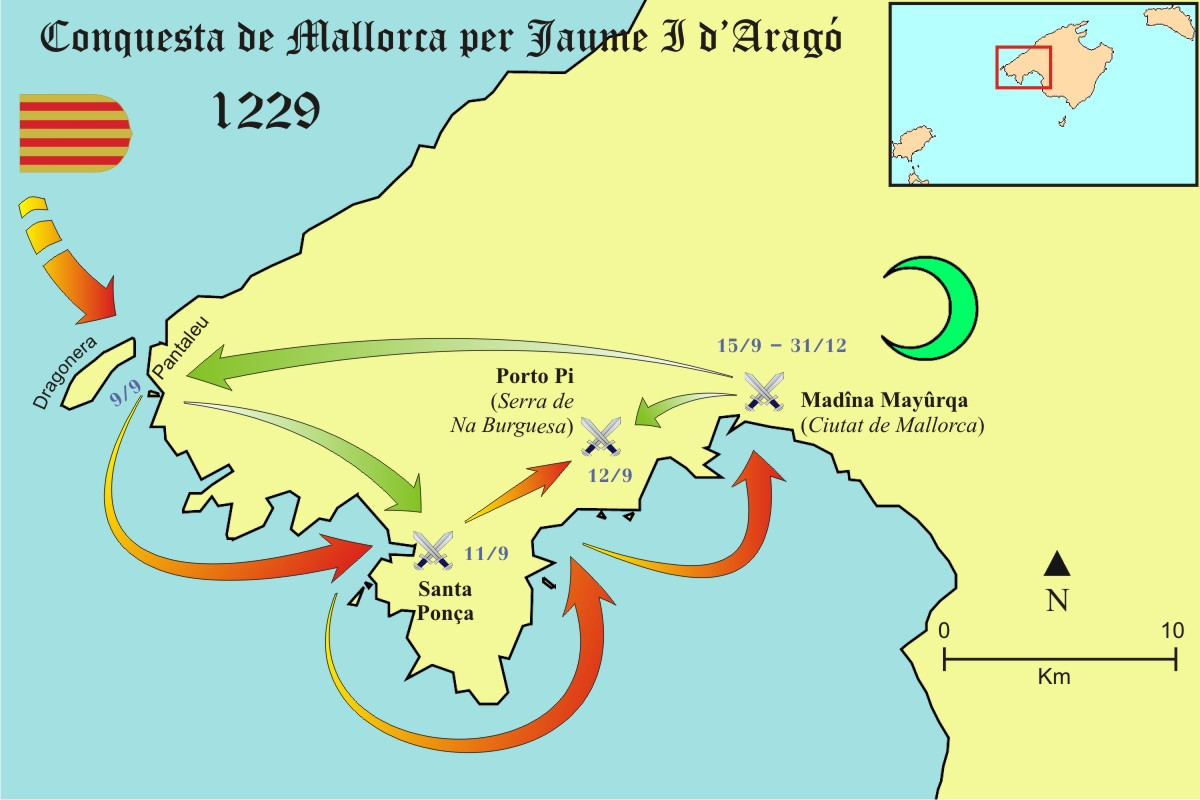
Karte zur Eroberung Mallorcas, 1229

- 5. September: Die katalanische Flotte Jakobs setzt von Salou aus Segel und erreicht noch am selben Tag Mallorca.
- 15. September: Die Belagerung der mallorquinischen Hauptstadt beginnt.
- 31. Dezember: Jakob I. nimmt mit seinen aragonischen Rittern nach dreimonatiger Belagerung die Stadt Medina Mayurqa von den muslimischen Almohaden ein und benennt sie in Palma de Mallorca um.

#### Nordafrika
Abu Zakariya Yahya I. begründet die Dynastie der Hafsiden in Ifrīqiya und löst sich vom Reich der Almohaden unter Idris I. al-Ma'mun, der im Vorjahr der almohadischen Lehre abgeschworen hat. Dies nutzt Yahya I., um sich als Bewahrer der almohadischen Tradition darzustellen. Daher werden von ihm viele almohadische Institutionen übernommen, in der die alte Führungsschicht weiter ihren Einfluss geltend machen kann.

#### Mongolenreich
Getreu der Vereinbarung aus dem Jahr 1218 wird der dritte Sohn Dschingis Khans auf einer Reichsversammlung der Mongolen zum neuen Großkahn Ögedai Khan ausgerufen. Seine Nachkommen erhalten die Herrschaft über das Ögedei-Khanat.
Dschingis Khans zweitältester Sohn Tschagatai Khan gründet das Tschagatai-Khanat. Diesem werden im gleichen Jahr auf der mongolischen Fürstenversammlung große Teile der ursprünglich seinem vorverstorbenen Bruder Dschötschi zugesicherten Gebiete der ehemaligen „Khanate der Westlande“ an den Flüssen Syrdarja und Amudarja zugesprochen.

#### Urkundliche Ersterwähnungen
- 18. August: Erste urkundliche Erwählung des Hofes Kriessern
- Chésopelloz, Galgenen und Lauterach werden erstmals urkundlich erwähnt.
- Für Bremen werden Stadtmauer und Rathaus genannt.

### Kultur, Wissenschaft und Technik
- Als Anhänger der Albigenser verlassen die meisten Troubadoure Frankreich und gehen an die Höfe Spaniens und Italiens.
- Die Universität Toulouse wird gegründet.
- um 1229: Die erste deutsche Universalchronik, die Sächsische Weltchronik, entsteht.

### Gesellschaft
Sultan Al-Kamil von Ägypten schenkt Kaiser Friedrich II. einen Elefanten. Dieser begleitet ihn in den nächsten Jahren auf Triumphzügen und wird als Elefant von Cremona bekannt.

### Religion

#### Buddhismus
Der buddhistische Tempel Jissō-in in Japan wird gegründet.

#### Christentum

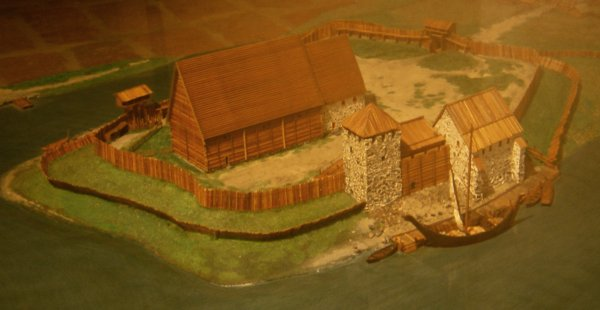
Rekonstruktion der hölzernen Bischofskirche von Koroinen

- Der Sitz des Bischofs von Finnland wird von Nousiainen nach Koroinen verlegt. In den nächsten Jahren wird die Bischofskirche von Koroinen gebaut.
- Das schottische Kloster Balmerino wird gestiftet.

## Geboren
- 13. April: Ludwig der Strenge, Herzog von Bayern und Kurfürst von der Pfalz († 1294)
- Hugo Libergier, französischer Baumeister († 1263)
- 1228 oder 1229: Jacobus de Voragine, Erzbischof von Genua († 1298)
- um 1229: Johann I., Graf von Holstein-Kiel († 1263)

## Gestorben

### Todesdatum gesichert
- 17. Januar: Albert von Buxthoeven, Bischof von Riga (* um 1165)
- nach dem 17. Januar: Ludwig I., Graf von Ziegenhain und Nidda (* um 1167)
- 14. März: Pietro Ziani, Doge von Venedig (* um 1153/1155)
- 23. März: Wilhelm von Ecublens, Bischof von Lausanne
- 29. März: Guido V., Vizegraf von Limoges
- 14. April: Ragnvald I., König der Isle of Man
- 17. April: Bernhard I., Graf von Lebenau sowie Vogt des Salzburger Domstifts und der Klöster St. Emmeram und Seeon
- Mitte Juni: as-Sakkākī, arabischer Grammatiker und Rhetoriker (* 1160)
- 24. Juni: Walter III. Brisebarre, Herr von Caesarea, Connétable des Königreichs Zypern (* um 1180)
- 12. September: Wilhelm II., Vizegraf von Béarn
- 10. Oktober: Henry de Beaumont, 5. Earl of Warwick, englischer Magnat (* um 1192)

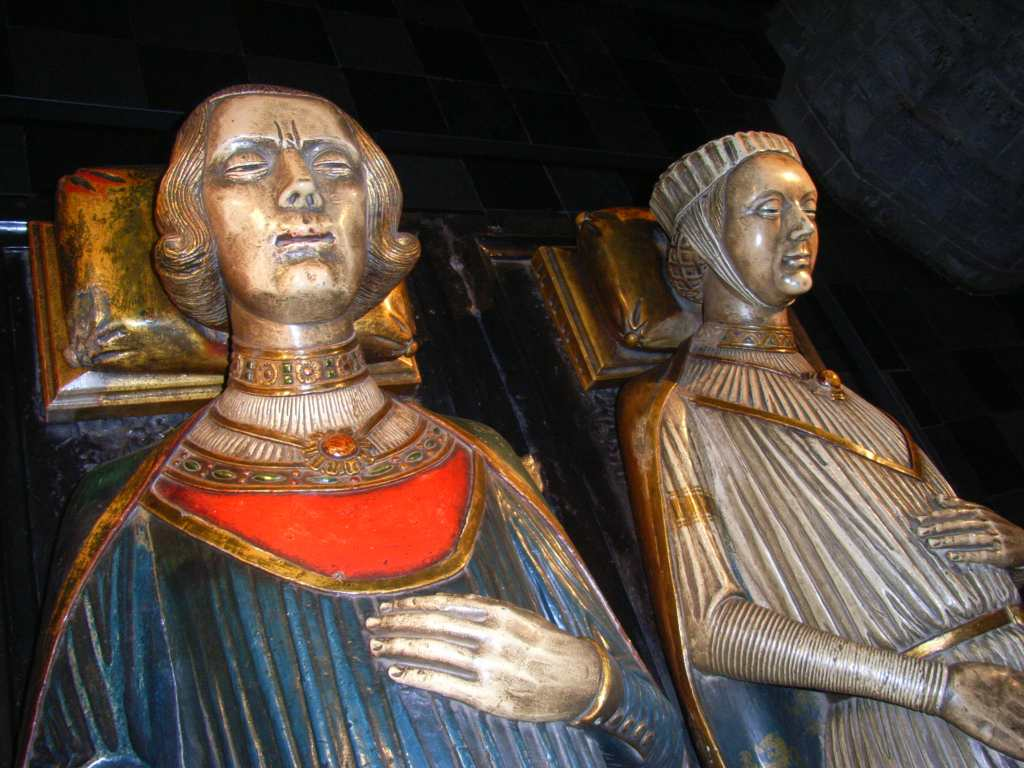
Grabplastik Gerhards IV.

- 22. Oktober: Gerhard IV., Graf von Geldern (* um 1185)
- 23. Oktober: Heinrich von Köln, deutscher Prediger und Dominikanerprior
- 25. Dezember: Hermann II., Herr von Lippe und Rheda (* 1175)

### Genaues Todesdatum unbekannt
- Blanka von Navarra, Regentin von Navarra und Gräfin der Champagne
- Heinrich II., Markgraf von Namur (* um 1212)
- Yāqūt al-Ḥamawī ar-Rūmī, arabischer Geograph griechischer Abstammung (* um 1179)
- Friedrich, Graf von Ziegenhain und Wegebach, Vogt zu Staufenberg und Reichenbach (* um 1155)